# Jan van Schijndel
Jan van Schijndel (Schiedam, 4 maart 1927 – Schiedam, 28 februari 2011) was een Nederlands voetballer die als middenvelder speelde.

## Biografie
Van Schijndel doorliep de Mulo in Schiedam. Hij werkte in totaal 42 jaar bij de gemeente Schiedam, waar hij uiteindelijk directeur was van het gemeentelijk woningbedrijf.
In de jeugd begon Van Schijndel in 1939 met voetballen bij SVV. Bij deze club brak hij vanaf 1945 door in het eerste elftal. In 1948 promoveerde hij met SVV naar de Eerste Klasse. Met SVV werd hij Nederlands kampioen in seizoen 1948/49 en won hij de Super Cup 1949. Hij bleef tot 1960 actief bij SVV en maakte in de jaren vijftig de overstap naar het (semi-)professionele voetbal mee.
In 1949 werd Van Schijndel voor de eerste keer uitgekozen voor het Nederlands voetbalelftal. Hij debuteerde op 13 maart 1949 tegen België. Hij speelde tot april 1955 in totaal zeventien interlands, waarin hij één doelpunt maakte. Zijn laatste drie wedstrijden was hij aanvoerder van Oranje. Hij nam deel aan de Olympische Zomerspelen 1952. Daarna kwam hij in 1956 nog één keer uit voor het Nederlands amateurvoetbalelftal tegen Italië, dat met 1-0 won.

## Referentie
- Ach Lieve Tijd. Schiedam, 750 jaar Sport en Spel 4, Waanders Uitgeverij in samenwerking met het gemeentearchief Schiedam

Sjaak Alberts · 
Rinus Bennaars · 
Louis Biesbrouck · 
Mick Clavan · 
Cor van der Gijp ·
Wim Hendriks ·
Aad de Jong ·
Piet Kraak · 
Piet van der Kuil · 
Wim Landman ·
Noud van Melis ·
Jo Mommers · 
Joop Odenthal · 
Jan van Roessel · 
Jan van Schijndel ·
Rinus Terlouw · 
Cock van der Tuijn ·
Bram Wiertz ·
Coach: Jaap van der Leck